# Trung tâm Ludwik Zamenhof
Trung tâm Ludwik Zamenhof là một tổ chức văn hóa thành phố được thành lập tại Bialystok tại 19 Warszawska St. theo chỉ thị của Chủ tịch Thành phố. Nó được thành lập để tổ chức Đại hội Esperanto thế giới lần thứ 94 được tổ chức từ ngày 25 tháng 7 đến ngày 1 tháng 8 năm 2009 tại Bialystok. Trung tâm đã chính thức khai trương cho khách vào ngày 21 tháng 7 năm 2009. Lúc đầu, Trung tâm Zamenhof là một chi nhánh của Trung tâm Văn hóa ở Bialystok, nhưng nó đã là một đơn vị văn hóa độc lập kể từ tháng 1 năm 2011.
Trung tâm Zamenhof mang đến cho khách tham quan triển lãm thường trực - Bialystok của Young Zamenhof - và nhiều triển lãm tạm thời, các buổi hòa nhạc, chiếu phim và biểu diễn sân khấu. Hơn nữa, Trung tâm thường xuyên tổ chức các cuộc thảo luận của hội thảo, các bài giảng và các chương trình ra mắt tác phẩm văn học.
Trung tâm Zamenhof cũng tổ chức nhiều hội thảo giáo dục cho trẻ em và thanh thiếu niên và giới thiệu các dự án xã hội và giáo dục hiện đại, như Thư viện sống và „Khám phá Bialystok" - một trò chơi ngoài trời được thực hiện trong khu vực đô thị của thành phố. 

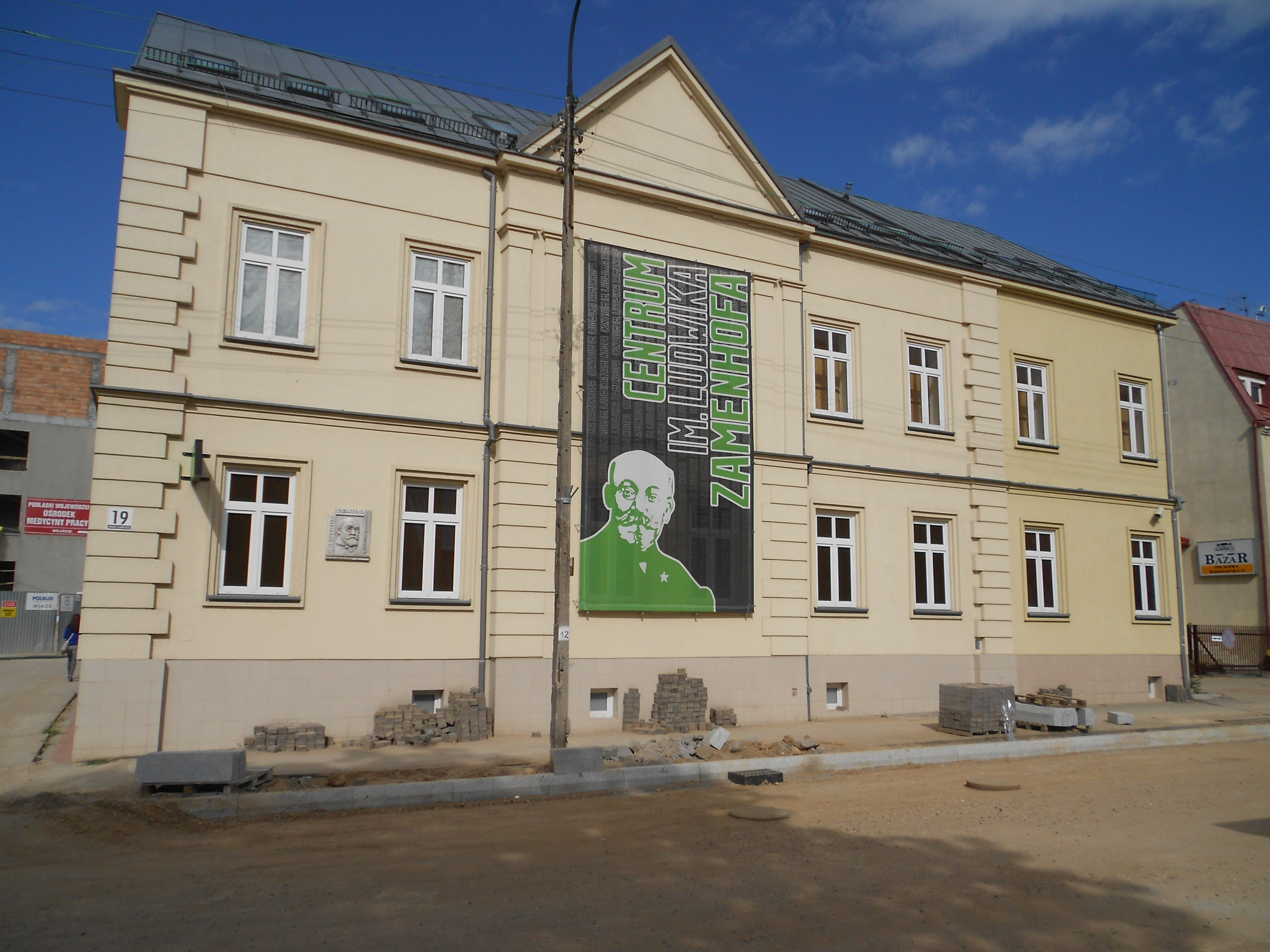
Trung tâm Ludwik Zamenhof

## Triển lãm thường trực

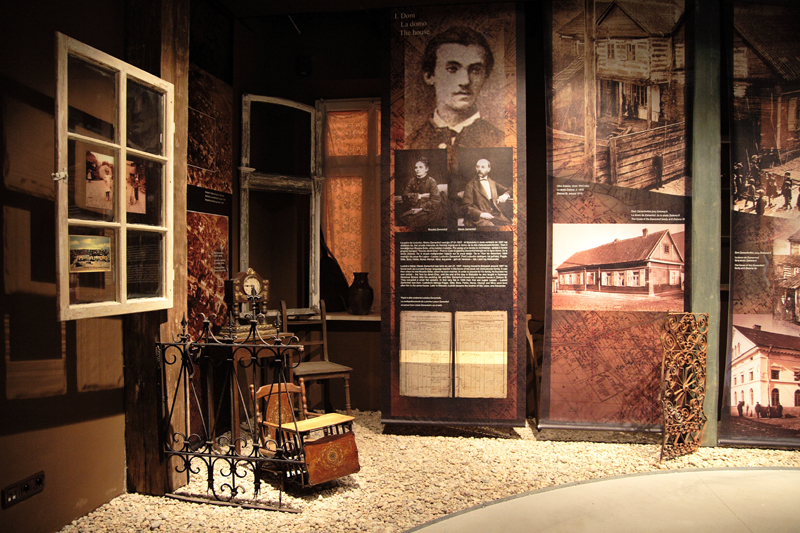

Triển lãm thường trực được sử dụng làm bối cảnh cho các lớp giáo dục cho trẻ em và thanh thiếu niên.